# Berglori
De berglori (Oreopsittacus arfaki) is een soort lori uit het geslacht Oreopsittacus. Het is een endemische vogelsoort uit Nieuw-Guinea.

## Beschrijving
De berglori is erg klein (17 cm) en overwegend groenachtig, violetkleurig op de wangen en de keel en daardoorheen een opvallende witte streep. Het mannetje heeft een karmijnrood petje. Deze lori is rood gekleurd onder de staart en dat heeft verder geen enkele lori of parkiet van dit formaat. Verder zit er een gele band en een rode vlek onder op de vleugel.

## Voorkomen en leefgebied
De berglori is een vogel van het hooggebergte, zowel in het gehele centrale hoogland als op Vogelkop en het Huonschiereiland (provincie Morobe, Papoea-Nieuw-Guinea). Het is een algemene vogel van nevelwoud met epifyten in het gebergte in de zone tussen 1800 m boven de zeespiegel en de boomgrens.
De soort telt drie ondersoorten:
- O. a. arfaki: Vogelkopgebergte (noordwestelijk Nieuw-Guinea).
- O. a. major: Maokegebergte (westelijk Nieuw-Guinea).
- O. a. grandis: de centrale en oostelijke bergen van Nieuw-Guinea.

## Status
De grootte van de populatie is niet gekwantificeerd maar de soort wordt omschreven als vrij algemeen. Op de Rode lijst van de IUCN heeft deze soort de status niet bedreigd.